# 메소아메리카 종교
메소아메리카 종교는 콜럼버스 이전 시대에 널리 퍼진 메소아메리카의 토착 종교를 말한다. 메소아메리카 종교의 가장 널리 알려진 두 가지 예는 아즈텍 종교와 마야 종교이다.

## 우주론

코덱스 포치테카의 종교 달력. (라캄발람 2014)

메소아메리카의 우주론적 관점은 메소아메리카 신들과 영적 세계와 강하게 연결되어 있다. 그러므로 우주의 구성과 분할은 그들의 종교적 신념을 위해 설정한 시각적이고 상징적인 것이다. 메소아메리카의 많은 다른 민족들처럼, 메소아메리카의 우주론적 관점의 세부적인 표면은 크게 다른 경향이 있다. 이러한 견해에는 시간과 공간의 요소가 가장 중요한 근본적인 우주 질서에 대한 믿음과 같은 몇 가지 유사점이 있다. 이 두 요소는 우주의 중심으로 간주되며 퀸컹크스에 매우 가까운 메소아메리카 세계수로 알려진 사중성의 중심을 만든다.

### 공간과 시간
시간의 중요성은 대부분의 종교에서 유사하게 숭배되는 삶, 죽음 및 중생의 순환에서 볼 수 있다. 시간은 태양의 주기로 상징화되는데, 메소아메리카인들은 태양이 밤과 낮을 구분하고 태양의 죽음과 재생이 새로운 시대의 원인이라고 믿었기 때문이다.
공간을 상징하는 퀸컹크스의 확장으로 두 개의 축은 자연과 정신을 모두 포함하여 우주를 수직 및 수평으로 결합한다. 이를 세계축이라고 하는데, 메소아메리카 우주론의 경우 세로로는 세 개의 세계로, 가로로는 네 방향과 중심으로 구성된다.
세로축에서; 중간에 지구 표면의 세계; 별이 있는 곳 위의 세계, 그리고 우리 표면 아래의 세계가 있다. 이 세 세계는 기독교인의 천국과 지옥의 구분과 혼동되어서는 안 된다. 비록 스페인인들이 토착 메소아메리카인을 개종시키려고 시도하면서 그렇게 함으로써 두 세계를 비교할 수 있게 만들었지만 말이다.

## 판테온
메소아메리카 판테온에는 아래에 설명된 주요 신들 외에도 수십 개의 신과 여신이 있다.
틀랄록 (아즈텍) / 차악 (마야) / 디자우이 (믹즈텍) / 코키조 (사포텍) - 수석 비 신; 물, 다산, 비, 폭풍의 신이다. 고글 같은 눈과 독특한 송곳니로 알아볼 수 있다.
케찰코아틀 (아즈텍) / 쿠쿨칸 (유카텍 마야) / 쿠쿠마츠 (키체 마야) - 깃털 달린 뱀; 바람의 신, 사제, 상인, 땅과 하늘을 연결하는 고리.
테스카틀리포카 (아즈텍) - "연기나는 거울"; 우주 투쟁, 불화, 통치자, 마법사 및 전사의 교활한 편재하는 신; 재규어는 그의 동물이다.
카윌 (마야) - 테스카틀리포카와 일부 유사하지만 번개 및 농업과 관련이 있으며 뱀 모양의 특징을 보인다.
우이칠로포치틀리 (아즈텍) - 테노치티틀란에 있는 아즈텍의 저명한 신이자 수호신으로, 그의 사원과 인접한 틀랄록의 사원은 이중 템플로 마요르를 구성하는 거대한 피라미드 꼭대기에 있다. 태양의 신, 불의 신, 전쟁의 신, 지배하는 혈통의 신이다.